# Tommy Karls
Tommy Karls, född 13 oktober 1961 i Nyköping, är en svensk kanotist. Han blev olympisk silvermedaljör i Los Angeles 1984.
Karls är Stor grabb nummer 105 på Svenska Kanotförbundets lista över mottagare för utmärkelsen Stor kanotist.